# Dyscia aspersaria
Dyscia aspersaria là một loài bướm đêm trong họ Geometridae.